# 福兴街道
福兴街道，又称西厢，是中华人民共和国广东省梅州市兴宁市下辖的一个乡镇级行政单位。，地处兴宁西南部，总面积40平方公里，常住居民人口为3.5万人，下辖1个社区和10个村。2004年11月设立街道办事处，是兴宁市城镇化建设示范区，2006年全街道工农总产值3.52亿元。

## 行政区划
福興街道下辖以下地区：
福兴社区、大塘村、新联村、五里村、高田村、梅子村、神光村、锦华村、黄畿村、向阳村和墨池村。